# Lekgolobotlo
Lekgolobotlo est une ville du Botswana.